# Bulbul ventregrís
El bulbul ventregrís (Ixodia cyaniventris; syn: Pycnonotus cyaniventris) és una espècie d'ocell de la família dels picnonòtids (Pycnonotidae). Es troba a Brunei, Indonèsia, Malàisia, Myanmar i Tailàndia. Els seus hàbitats principals són els boscos tropicals i subtropicals de frondoses humits de les terres baixes, les zones riberenques i les àrees forestals fortament degradades. El seu estat de conservació es considera gairebé amenaçat.